# Agazio Loiero
Agazio Loiero (Santa Severina, 14 gennaio 1940) è un politico italiano.
È stato deputato alla Camera per tre legislature (X, XI, XIV), senatore della Repubblica nella XIII legislatura, sottosegretario di Stato al Ministero per i beni e le attività culturali dal 22 ottobre 1998 al 22 dicembre 1999 nel primo governo D'Alema, ministro per i rapporti con il Parlamento dal 22 dicembre 1999 al 26 aprile 2000 nel secondo governo D'Alema, ministro per gli affari regionali dal 26 aprile 2000 al 11 giugno 2001 nel secondo governo Amato e presidente della Regione Calabria dal 20 aprile 2005 al 10 aprile 2010.

## Biografia
Ha iniziato la sua attività politica nella Democrazia Cristiana e, dopo il suo scioglimento, ha militato nel PPI e nel CCD. Da deputato, ha in seguito aderito al progetto dell'UDR e dell'UDEUR collocandosi nell'area del centrosinistra. Ha dunque militato nella Margherita e ha fondato, nel 2006, il Partito Democratico Meridionale rivolto a dare un assetto federale al nascente Partito Democratico, di cui è stato tra i 45 fondatori. Ha infine lasciato il PD aderendo al movimento regionale "Autonomia e Diritti" e in seguito al Movimento per le Autonomie dove è stato nominato coordinatore nazionale il 22 ottobre 2011 carica che ricopre fino al 26 luglio 2012 quando viene nominato nuovo Segretario federale del Movimento per le Autonomie assieme a Giovanni Pistorio, lascia la carica di segretario del Movimento per le Autonomie il 12 gennaio 2013, quando il Presidente Raffaele Lombardo si candida con il centro-destra.
Originario di Santa Severina, in provincia di Crotone, vive a Catanzaro. Laureato in lettere e filosofia, è giornalista pubblicista; ha scritto per il Messaggero, la Gazzetta del Sud e l'Unità. Ha figli, fra cui Valentina Loiero, inviata del TG5.

## Attività politica

### Primi anni
Militante della Democrazia Cristiana (DC), di cui nel 1984 diventa segretario provinciale, è stato consigliere comunale di Catanzaro (dal 1980). È stato eletto deputato nel 1987 e riconfermato, per il secondo mandato consecutivo, nel 1992.
Nel 1994, in seguito allo scioglimento della DC, aderisce al rinato Partito Popolare Italiano (PPI) di Mino Martinazzoli, dove alle elezioni politiche del 27 marzo viene ricandidato alla Camera nel collegio uninominale di Catanzaro, sostenuto dalla coalizione di centro Patto per l'Italia di Mariotto Segni, ma senza però risultare rieletto deputato.
Viene eletto senatore nelle successive elezioni del 1996 candidato dal Centro Cristiano Democratico (CCD) di Pier Ferdinando Casini. Nel prosieguo degli anni, seguendo la corrente di Francesco Cossiga e Clemente Mastella che guida un gruppo di parlamentari del CCD che si allontanano dal centrodestra, aderisce prima al progetto neo-centrista dell'UDR e poi all'UDEUR.

### Da ministro a presidente della Calabria
Nell'ottobre 1998, in seguito alla costituzione del primo Governo D'Alema viene nominato sottosegretario di Stato ai Beni Culturali; nel dicembre del 1999, diventa invece ministro per i Rapporti col Parlamento nel D'Alema bis; nell'aprile 2000 assume invece la delega di ministro per gli Affari regionali nel neo-costituito Governo Amato.
Alle elezioni politiche del 2001 viene eletto deputato nel collegio uninominale di Isola di Capo Rizzuto, in rappresentanza della coalizione di centrosinistra nell'ambito della nuova aggregazione centrista e riformista della Margherita, di cui l'UDEUR inizialmente fa parte. Quando i soggetti promotori si fondono per costituire un vero e proprio partito unico (nonostante l'UDEUR non vi aderisca), Loiero rimane nel gruppo parlamentare della Margherita e aderisce al nuovo partito, di cui diventa un esponente di primo piano a livello nazionale con la nomina a vicepresidente del gruppo parlamentare alla Camera.
Il congresso regionale della Margherita nel 2004 lancia la sua candidatura ai partiti del centrosinistra come presidente della Regione Calabria. L'investitura vien formalizzata il 28 novembre, quando ottiene l'82% dei consensi alle prime Primarie tenute in Italia a Lamezia Terme. Il suo avversario è il Rettore dell'Università della Calabria, prof. Gianni Latorre. Alle successive elezioni regionali del 2005 viene eletto presidente della Regione (guidando la coalizione de L'Unione) con il 59% dei voti, prevalendo con un margine di 20 punti sul candidato del centrodestra e sindaco in carica di Catanzaro Sergio Abramo.
Il 6 ottobre 2004, Agazio Loiero attacca la 'ndrangheta con un atto ufficiale in Parlamento, a cui risponde in sede istituzionale Carlo Giovanardi.
Durante i primi mesi del suo mandato riceve quattro minacce di morte che sembrano provenire da esponenti della 'Ndrangheta. Loiero è vissuto fino a quasi tutto il 2012 sotto scorta.

### Fondazione del PDM e gli sviluppi successivi
A distanza di un anno, e alla vigilia delle elezioni politiche del 2006 si auto-sospende dalla Margherita per una serie di incomprensioni e accusando il partito nazionale della mancata partecipazione nella formazione delle liste: così, annuncia di voler sostenere una lista alternativa, supportato dal sostegno di alcuni consiglieri e assessori regionali e da rappresentanti territoriali della Margherita calabrese.
A marzo 2006, proprio in seguito a questa decisione, Loiero e i suoi fedelissimi abbandonano la Margherita e danno vita ad un nuovo soggetto di stampo meridionalista, il Partito Democratico Meridionale, che si propone l'obiettivo di sollecitare la nascita del "Partito Democratico" già in cantiere a livello nazionale su proposta di Romano Prodi, considerato l'approdo finale del movimento. Alle elezioni politiche, il PDM candida suoi esponenti nella Lista Consumatori-Democrazia Cristiana, che in Calabria ottiene il 5% e riesce ad eleggere un senatore (Pietro Fuda) che al senato rappresenterà la Democrazia Cristiana di Giuseppe Pizza.
La decisione di Loiero di fondare un nuovo partito sconvolge gli equilibri politici del centro-sinistra calabrese: in Giunta regionale, i partiti, ed in primo luogo la Margherita, chiedono un rimpasto che si svolge negli ultimi mesi del 2006 in cui non mancano momenti di scontro tra Loiero e i rappresentanti DS e DL alla Regione, soprattutto in merito alla gestione dei fondi strutturali concessi dall'Unione europea per il 2007-2013.
A maggio 2007 viene nominato fra i 45 membri del Comitato nazionale per il Partito Democratico. In occasione delle elezioni primarie costitutive del PD (ottobre 2007), annuncia il suo sostegno alla candidatura di Rosy Bindi a segretario nazionale, che in Calabria raggiunge il suo risultato più alto (30%).
Nel frattempo la Giunta regionale guidata da Loiero si caratterizza per i tagli all'apparato burocratico regionale, con una drastica riduzione delle ASL che vengono rese provinciali (passano da undici a cinque), delle Comunità Montane, dei Consorzi di Bonifica.
A giugno 2008 viene ridotta l'entità della sua scorta.
Ad ottobre 2009 viene eletto nell'assemblea nazionale del PD come capolista dell'aggregazione "La Calabria con Bersani", di cui è promotore, a sostegno della candidatura di Pier Luigi Bersani a segretario nazionale.

### La sconfitta alle elezioni regionali 2010 e la nomina a Segretario federale del MPA
Su sua proposta, il Consiglio regionale della Calabria approva una legge che istituzionalizza le "primarie" per la scelta del candidato alla carica di Presidente della Regione, prevedendo che i vari schieramenti possano organizzare delle apposite consultazioni di cui saranno tenuti a rispettare l'esito. Il Consiglio regionale approva una norma che fa slittare l'applicazione della legge alla legislatura seguente, tuttavia il Partito Democratico decide di organizzare ugualmente le consultazioni primarie, che si svolgono il 14 febbraio 2010 e che riconfermano, malgrado un'ampia parte del Pd proveniente dai DS si batta per un candidato a lui alternativo, Loiero come candidato presidente con il 54%, facendolo prevalere sui due sfidanti. Entrambi provenienti dal vecchio PCI, uno dei quali è Giuseppe Bova, Presidente del Consiglio regionale in carica.
Alle elezioni regionali, che si tengono il 28 e 29 marzo 2010, guida la coalizione di centrosinistra composta dal PD e dai partiti minori della sinistra (senza il sostegno dell'Italia dei Valori, che promuove una candidatura autonoma). Viene sconfitto dal candidato del centrodestra, Giuseppe Scopelliti, fermandosi al 32,2% dei consensi.
Il 2 febbraio 2011 annuncia l'abbandono del PD, con un atteggiamento critico nei confronti del segretario Bersani per la gestione commissariale del partito in Calabria. Aderisce al gruppo consiliare del movimento "Autonomia e Diritti", lista da lui ispirata nelle precedenti elezioni provinciali e regionali. Il 22 settembre 2011, nel frattempo rimasto unico consigliere regionale del gruppo A&D,si federa mantenendo la propria autonomia con il Movimento per le Autonomie fondato dal governatore siciliano Raffaele Lombardo. Il 22 ottobre 2011 viene nominato nuovo coordinatore nazionale del Movimento per le Autonomie carica che mantiene fino al 26 luglio 2012, quando viene nominato dal Comitato Federale del movimento nuovo segretario federale, assieme a Giovanni Pistorio; i due succedono alla guida del Partito a Raffaele Lombardo, dimessosi dall'incarico. Il 12 gennaio 2013 Loiero lascia il Movimento per le Autonomie, quando l'ex Presidente della Regione Siciliana decide di riportare nel centro-destra l'MpA, restando nel centro-sinistra con il suo movimento Autonomia e diritti.

## Procedimenti giudiziari

### Fondi neri Sisde
Nel 1994 viene imputato per peculato e abuso d'ufficio in uno dei tanti filoni dello scandalo dei fondi neri SISDE: l'accusa è di aver usato in un ufficio creato dell'on. Vincenzo Scotti, all'epoca Ministro dell'Interno, segretarie assunte e stipendiate dal servizio segreto civile per mettere in piedi un ufficio raccomandazioni personali. Tali capi d'accusa decadono nel 2000 per assoluzione.

### 'Ndrangheta: assolto su richiesta del PM
Nel 1994 la Procura antimafia di Reggio Calabria chiede ed ottiene il rinvio a giudizio di Loiero per concorso esterno in associazione mafiosa nell'ambito del processo Tirreno che vide coinvolte le famiglie 'ndranghetiste dei Piromalli-Molè, secondo l'accusa: Loiero avrebbe offerto in campo politico-istituzionale, ove poteva operare nella sua veste di deputato, favori, raccomandazioni e vantaggi economici nel settore delle opere pubbliche finanziate dallo Stato o da altri enti pubblici che interessavano l'associazione mafiosa, in cambio anche dell'appoggio in occasione delle competizioni elettorali. Fac-simili elettorali di Agazio Loiero furono trovati a casa di un affiliato al clan Piromalli ma nel 1997 Loiero venne assolto dalla Corte d'assise di Palmi perché il fatto non sussiste in quanto la 'ndrina dei Piromalli aveva tentato di conquistare l'allora Deputato Loiero per la costruzione della centrale Enel di Gioia Tauro ma senza riuscirci poiché Loiero si oppose a quella centrale, l'assoluzione era stata chiesta dalla pubblica accusa in sede di requisitoria. Un processo nel quale Loiero era entrato da imputato e ne è uscito da parte lesa.

### Inchiesta Why not: assolto dalla suprema Corte di Cassazione per "non aver commesso il fatto"
L'ex Presidente della Regione Calabria Loiero è stato coinvolto anche nell'Inchiesta Why Not condotta dall'allora Pubblico Ministero Luigi de Magistris, un'indagine nata per far luce su presunti illeciti nella gestione dei fondi pubblici destinati allo sviluppo della Calabria, il politico è stato accusato per il reato di abuso d'ufficio; indagato e rinviato a giudizio, assolto in primo grado con Rito abbreviato, in appello (gennaio 2012) la Corte d'appello di Catanzaro lo condanna ad un anno di reclusione sempre con Rito abbreviato. Il 2 ottobre 2013 la Corte di cassazione lo assolve definitivamente per non aver commesso il fatto. Assoluzione senza rinvio.

### Inchiesta sanità: assolto su richiesta del PM
Nel novembre 2006 gli viene notificato un avviso di garanzia per un suo coinvolgimento in un'indagine sulla sanità in Calabria, condotta dal pubblico ministero Luigi de Magistris; Loiero viene accusato di associazione a delinquere e turbativa d'asta, ma il 29 febbraio 2008 l'imputato Loiero viene prosciolto dal Giudice dell'udienza preliminare, anche questa volta, su richiesta del PM.

## Libri
- Autointervista sul federalismo, Soveria Mannelli, Rubbettino, 2010.
- Lorsignori di ieri e di oggi, Soveria Mannelli, Rubbettino, 2016.